# Tallusia pindos
Tallusia pindos är en spindelart som beskrevs av Thaler 1997. Tallusia pindos ingår i släktet Tallusia och familjen täckvävarspindlar.
Artens utbredningsområde är Grekland. Inga underarter finns listade i Catalogue of Life.